# Lazio
Lazio este o regiune din Italia centrală, marginită cu: Toscana, Umbria, Abruzzo, Molise, Campania și Marea Tireniană.
Capitala regională este Roma.
Numele regiunii provine de la populația antică de latini, din care se trag romanii.
Lazio este foarte importantă pentru istorie, artă, arhitectură, arheologie, religie și cultură în general. Patrimoniul orașului Roma este doar o parte din adevăratele comori, împărțite de-a lungul sutelor de orașe, sate, mănăstiri, biserici, monumente și alte locuri destinate religiei.
În mitologia romană, Lazio este numele alternativ pentru Latinus, cei care au dat numele regiunii de mai sus.

## Provincii
- Frosinone
- Latina
- Rieti
- Roma
- Viterbo